# Celenza sul Trigno
Celenza sul Trigno es un municipio situado en el territorio de la Provincia de Chieti, en Abruzos (Italia).

## Demografía
| Gráfica de evolución demográfica de Celenza sul Trigno entre 1861 y 2001 |
|                                                                          |
| fuente ISTAT - elaboración gráfica a cargo de Wikipedia                  |